# Битка на Рони
Битка на Рони одиграла се 218. п. н. е. на реци Рони између галског племена Волка и картагињанске војске под заповедништвом Ханибала Барке. Картагињанска војска се почетком Другога пунскога рата кретала према Италији, а Волки су се налазили близу Марсеља и као римски савезници спречавали су их да пређу реку Рону. Ханибал је послао Ханона да пређе Рону на другом месту, припреми заседу и чека. Када је Ханон припремио заседу Ханибал је кренуо са главниином снага. Када су Гали сконцентрисали своју војску да спрече Ханибалов прелазак Ханон их је напао одострага и потукао до ногу. Била је то прва велика Ханибалова битка ван Иберијскога полуострва.

## Римске припреме
И Рим и Картагина мобилизовали су све своје снаге и средства за предстојећи конфликт. Римски Сенат је одлучивао о римским војним снагама и њиховом распоређивању. Римска морнарица је била мобилизована до 218. пре н. е, јер је имала распоређених 220 ратних бродова. Ти бродови су били мобилизовани још током Другога илирскога рата 220/219. п. н. е. Конзул Тиберије Семпроније Лонг је добио 2 римске и 4 савезничке легије са инструкцијама да отплови на Сицилију са 160 ратних бродова и 12 лаких галија. Имао је инструкције да крене на Африку у случају да други конзул може да спречи долазак Ханибала у Италију. Публије Корнелије Сципион је добио 2 римске и 3 савезничке легије и 60 транспортних бродова. Луције Манлије Вулсон је добио 2 савезничке легије. Галска племена Боји и Инсубри напала су римске колонисте, који су намеравали да граде римске колоније Плацентију и Кремону, па су се они склонили у Мутину.

## Ханибалове припреме
Ханибал је након опсаде Сагунта послао војску на зимовање. Када се војска поново окупила у пролеће 218. п. н. е. послао је 20.000 војника у Африку, а 15.000 војника и 21 слона оставио је у Иберији под заповедништвом Хаздрубала Барке. Ханибал је према Италији кренуо са 90.000 војника и 12.000 коњаника. У Иберији ( Шпанији) било је 50 картагињанских ратних бродова, који су остали у шпанским водама. Картагина је мобилизовала 55 ратних бродова за нападе на Италију и Сицилију.

## Пред битку
Ханибал је кренуо са војском из Картагене у мају 218. п. н. е. Војску је поделио на три дела. Прешао је реку Ебро и након двомесечне кампање покорио је подручје између Пиринеја и река Ебро и Сикле. Пре преласка Пиринеја оставио је Ханона са 11.000 војника да држи новоосвојено подручје. Ту је оставио много пртљага и 10.000 демобилисаних војника. Прешао је Пиринеје са 50.000 војника и 9.000 коњаника. Дипломатским потезима Ханибал је пацифицирао галска племена са француске стране Пиринеја. Нико се није супростављао Картагињанима све док није крајем септембра дошао до територије галскога племена Волка на обали реке Роне. До тога момента Ханибалова војска се смањила на 38.000 пешака и 8.000 коњаника. Губитак 12.000 пешака и 1.000 коњаника не објашњава ниједан антички извор, па су неки претпостављали да је Ханибал део војске сместио у успутне гарнизоне, али проблем је да се то нигде касније не помиње. Када је дошао на западну обалу Роне Ханибал је одлучио да одмори три дана. Картагињани су припремали бродове и сплавове за прелазак реке. Иако су Волки настањивали обе обале реке они су се повукли на источну обалу, где су чекали покушај Картагињана да пређу преко Роне.
Треће ноћи по доласку Ханибал је дао задатак Ханону Бомилкару да се са нешто пешадије и коњице пребаци на другу страну. Они су под заштитом ноћи и уз помоћ локалних водича тражили место погодно да се неопажено пребаце на другу страну. Пребацили су се сплавовима на другу страну реке на око 35 km северно од картагињанскога логора. Неки Ибери су прешли реку и уз помоћ надуваних кожа. Ханонова јединица се након тога одмарала један дан, па су две ноћи након напуштања логора кренули јужније и у зору се нашли иза галскога логора.

## Битка
Ханон Бомилакар је димним сигналима обавестио Ханибала да је обавио задатак. Главна Ханибалова војска почела је да прелази широку реку. Нумиђанска коњица је прелазила реку на сплавовима и била је најдаље узводно. Низводно од њих прелазила је бродовима коњица са три до четири коња по броду. Низводније је прелазила пешадија. Ханибал је био међу првима, који су прешли Рону. Гали су се окупили на источној обали реке да би спречили прелазак Картагињана на другу страну. На источној обали реке дошло је до борбе и Картагињани су успели да успоставе мостобран. Ханон је део своје војске послао да упале галски логор, а већина његове јединице напала је Гале иза леђа управо када је Ханибал успостављао мостобран. Неки Гали су кренули да бране логор, а неки су одмах побегли. Убрзо се цела галска војска разбежала.

## После битке
Већина Ханибалове војске прешла је преко Роне истога дана када је била битка у којој су победили Гале. Ханибал је следећега дана пребацио 37 слонова преко Роне. Када се војска окупила на источној обали Роне Ханибал је послао извиђаче, који су му јавили да је римска флота дошла до Масилије (Марсеља). Публије Корнелије Сципион је кренуо из Пизе и дошао је до Масилије након 5 дана једрења уз обалу Лигурије. Ту је сазнао да је Ханибал прешао Рону, па је због тога послао 300 римских коњаника и нешто галских најамника, са циљем да га известе где се налази Ханибалова војска. Они су успели да победе мању јединицу нумиђанске коњице, која је извиђала за Ханибала. Римски извиђачи су обавестили Сципиона о положају, где се налази Ханибалов логор. Сципион је након тога кренуо северно да пресретне картагињанску војску. Ханибал је имао много више војске од Сципиона, али ипак је одлучио да крене северно према Алпима дуж источне обале Роне. Када је Сципион дошао до напуштенога картагињанскога логора сазнао је да је Ханибал удљен три дана хода, па се због тога вратио у Масилију. Своју војску је предао брату Гнеју Корнелију Сципиону Калву и наредио му је да иде на Иберијско полуострво. Публије Корнелије Сципион се вратио у Италију да би организовао одбрану против Ханибалове инвазије.

## Ханибалова исчезла војска
Ханибал је могао да мобилише 137.000 војника пре поласка у Италију, а од тога он је имао 102.000 војника, Хаздрубал Барка 15.000 и 20.000 је било у Африци. Након освајања подручја између Ебра и Пиринеја Ханибал је оставио 11.000 војника Ханону, а додатних 10.000 је отпустио из војске. Ханибалова војска имала је 59.000 војника, када је прешао Пиринеје. Изгледа да нема информација за 22.000 војника што се с њима десило након преласка Ебра. На Рони је Ханибал имао 46.000 војника, а за 13.000 се не зна шта се с њима десило између Пиринеја и Роне. Ханибал је у Италију стигао са само 26.000 војника. За тако велике губитке између Ебра и Роне наводиле су се различите претпоставке, попут велике стопе дезертерства нових регрута, великих жртава у рату у Каталонији, потреба за остављањем војника у гарнизонима у Галији. Ханс Делбрук је поставио хипотезу да је Ханибал мобилисао 82.000 војника, а не 137.000.